# Carrée

Différents symboles de la carrée

Dans le solfège, la carrée est une figure de note ayant plusieurs symboles dont la position sur la portée indique la hauteur.
Elle symbolise une durée égale à deux rondes, quatre blanches, huit noires, etc.

## Bâton de pause

symbole du bâton de pause

Le silence ayant la même durée que la carrée est le bâton de pause.
Le bâton de pause peut être utilisé de manière spéciale : placé au centre d'une mesure, et surmonté d'un nombre, il indique un nombre égal de mesures en silence consécutives à compter.

## Histoire
La carrée est un souvenir de la notation carrée de la fin du Moyen Âge, où elle était appelée brève (« brevis » en latin). 
Cette figure est peu utilisée depuis le XVIIe siècle, les compositeurs préférant l'usage des signes de prolongation.